# Пиццетти (лунный кратер)
Кратер Пиццетти (лат. Pizzetti) — крупный древний ударный кратер в южном полушарии обратной стороны Луны. Название присвоено в честь итальянского геодезиста, астронома, геофизика и математика Паоло Пиццетти (1860—1918) и утверждено Международным астрономическим союзом в 1970 г. Образование кратера относится к нектарскому периоду.

## Описание кратера

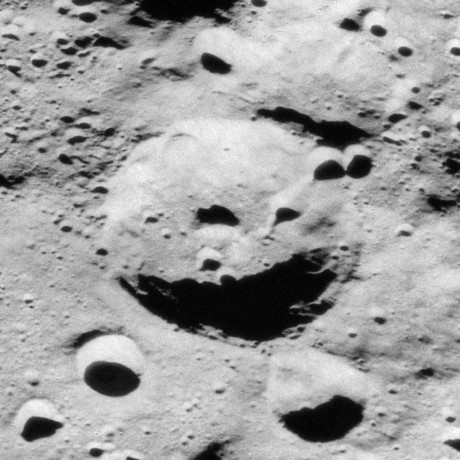
Снимок кратера с борта Аполлона-17.

Ближайшими соседями кратера являются кратер Тиндаль на западе; кратер Шеберле на севере-северо-западе; кратер Неуймин на северо-востоке; кратер Больяй на востоке; кратер Кобленц на востоке-юго-востоке; кратер Кларк на юге и кратер Бьеркнес на юго-западе. Селенографические координаты центра кратера 35°04′ ю. ш. 119°17′ в. д. / 35,06° ю. ш. 119,29° в. д., диаметр 53,5 км, глубина 2,3 км.
Кратер Пиццетти имеет близкую к циркулярную форму с небольшими выступами в западной и юго-восточной части и значительно разрушен. Вал сглажен, к южной-юго-восточной части вала примыкает группа кратеров. Внутренний склон вала имеет уступы в западной части, юго-восточная часть внутреннего склона пересечена цепочкой кратеров. Высота вала над окружающей местностью достигает 1070 м, объем кратера составляет приблизительно 1500 км³. Дно чаши пересеченное, испещрено множеством маленьких кратеров. Немного восточнее центра чаши расположен короткий хребет ориентированный с севера на юг.

## Сателлитные кратеры

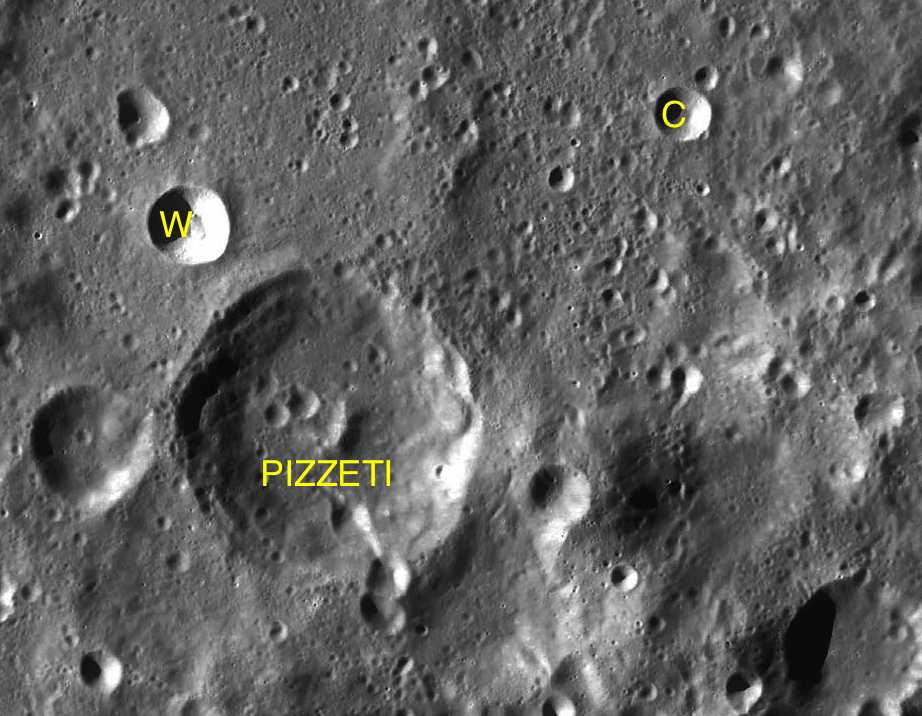
Фрагмент карты LAC-117.

| Пиццетти | Координаты                                              | Диаметр, км |
| -------- | ------------------------------------------------------- | ----------- |
| C        | 33°16′ ю. ш. 121°41′ в. д. / 33,27° ю. ш. 121,68° в. д. | 9,8         |
| W        | 33°58′ ю. ш. 118°20′ в. д. / 33,96° ю. ш. 118,33° в. д. | 13,8        |